# Halogének

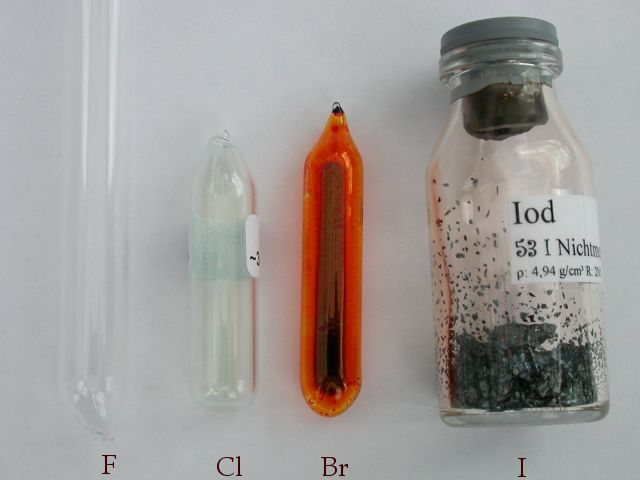
A négy stabil (nem radioaktív) halogénelem

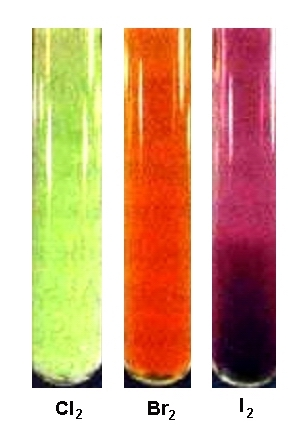
Klór, bróm és jód színes gőzei

A halogének a periódusos rendszer VII.A főcsoportjában (IUPAC szerinti 17-es csoportjában) található elemek. A fluor (F), klór (Cl), bróm (Br), jód (I), asztácium (At) és a tenesszium (Ts) tartozik ebbe a csoportba. A halogén szó jelentése: sóképző.
Az asztácium elektronszerkezete miatt már a félfémek közé is besorolható, nem túl jelentős, radioaktív elem. A tenessziumot 2009 októberében sikerült először előállítani az oroszországi Dubnában. (Mindössze 6 atomot sikerült kimutatni.)
Elnevezésüket a görög sóképző szóból kapták, mivel fémekkel sókat hoznak létre. Elemi állapotban kétatomos molekulákat alkotnak. A magas reakciókészségük miatt a természetben csak vegyületként, főleg ionként találhatóak meg. Mivel külső elektronhéjukról csak egy elektron hiányzik a telített állapot (nemesgázszerkezet) eléréséhez, általában elektron felvétele során lépnek reakcióba (oxidálószerek). Az így létrejövő egyszeres negatív töltésű ionjaikat halogenidionoknak nevezzük, ezek sóit pedig halogenideknek. A halogenidionok megtalálhatóak sok ásványban és a tengervízben is.
A fluor a legnagyobb elektronegativitású elem, elektronegativitása Pauling-skálán 3,98, ezért vegyületeiben oxidációs száma mindig −1. A többi halogénelem oxidációs száma vegyületeikben leggyakrabban −1, +1, +3, +5 vagy +7. A klórnak és a brómnak +4-es és +6-os oxidációs számú vegyületei is léteznek (egyes oxidok).
A halogének egymással alkotott vegyületeit interhalogéneknek nevezzük. A fluort kivéve oxidjaik savanhidridnek tekinthetők, belőlük oxosavak származtathatók. Például a diklór-monoxid a hipoklórossav, a diklór-heptaoxid a perklórsav anhidridje, a klór-dioxid a klórossav és a klórsav vegyes anhidridjének tekinthető.

## A halogének főbb tulajdonságai
- olvadáspontjuk, forráspontjuk és sűrűségük a csoportban lefelé haladva nő
- szobahőmérsékleten a fluor és a klór gáz, a bróm folyékony, a jód szilárd halmazállapotú
- elektronegativitásuk nagy, ami a csoporton belül lefelé haladva csökken
- a legerősebb oxidáló tulajdonságú elemek, ez a tulajdonságuk a csoporton belül lefelé haladva csökken
- vízben oldódnak (a fluor még a víz oxigénjét is képes oxidálni, miközben reakcióba lép a vízzel)
- látható fénnyel gerjeszthetők

A természetben elsősorban a tengervízben, ásványvizekben fordulnak elő vegyületeik. Jelentősek a nátriummal alkotott sóik, a nátrium-halogenidek (például NaF rovarirtószer). 
| Halogén    | Atomtömeg (g/mol) | Olvadáspont (K) | Forráspont (K) | Elektronegativitás (EN) (Pauling-skála) |
| fluor      | 18,998            | 53,53           | 85,03          | 3,98                                    |
| klór       | 35,453            | 171,6           | 239,11         | 3,16                                    |
| bróm       | 79,904            | 265,8           | 332,0          | 2,96                                    |
| jód        | 126,904           | 386,85          | 457,4          | 2,66                                    |
| asztácium  | (210)             | 575             | 610            | 2,2                                     |
| tenesszium | (294)*            | *               | *              | *                                       |

* A tenesszium értékei ismeretlenek.

## Az irodalomban
Dániel Anna Margot királyné gobelinjei című regényének főszereplője, Lonka mindig szomjas lesz, ha a halogénelemekről tanul.